# Vigilance
Vigilance é um jogo de tiro em terceira pessoa desenvolvido pela Tsunami, lançado em 1998. Ele recebeu más críticas depois de seu lançamento pela sua falta de habilidade de salvar o jogo no meio da fase, esquema de controle desenfreado, e grande troca de arquivos. O projeto levou mais de dois anos e custou $2 milhões para ser criado. Além do modo básico de jogador único, ele também suporta partidas em LAN e pela Heat.net.

## Jogador Único
A campanha de jogador único segue oito agentes trabalhando para a organização contra terrorista SION. SION é a abreviação de Special Intelligence Operations Network .

## Personagens Jogáveis
Durante cada missão, um dos seguintes personagens pode ser usado. Apesar de algumas missões ocorrerem em um lugar imediatamente depois da anterior, ainda é possível trocar de agente.
- Alexander "Bishop" Blair: Bishop, um britânico-americano de 38 anos, é um perito assassino. Apesar de ser fraco em combate, suas habilidades de espionagem e dissimulação o fazem mais que capaz de lidar maioria das situações que ele tem de enfrentar. Quando fora das missões, Bishop sempre veste roupas caras e jaquetas costuradas. Suas habilidades são assassinato, comunicações, demolição, medicamentos, espionagem, e táticas, enquanto suas especialidades são espionagem e assassinato.
- Nicole "Nikki" "Duchess" Davinova: Nikki é uma russa de 32 anos que se especializou em espionagem e reconhecimento. Apesar de seu reconhecimento ser limitado a 50 pés, ainda é bom o suficiente quando combinado com suas habilidades de dissimulação, que podem ser usadas para evitar a maioria dos confrontos. Isso é favorável para ela por causa de sua fraqueza em combate. Ela é proficiente em computação, reparo, medicamentos, armas de alta tecnologia, sistemas de segurança, e comunicações.
- John "Bluto" Blutanski: Em seus 29 anos de vida, Bluto se tornou um homem forte. Porém, suas bebedeiras e incontáveis injúrias tiveram um impacto negativo sobre a força bruta. A compensação é que ele pode carregar mais equipamentos sem abrandamento. Suas especializações em demolições, força e resistência refletem no tipo de personalidade que ele tem: não há problema que não possa ser morto. O método de ataque predileto de Bluto é borrifando um lugar com balas, e suas especializações são demolição, assassinato, briga de mãos vazias, arremessar armas, e reparo.
- Damen "Demon" Rush: Demon é bastante diferente de seu colega americano, Bluto. Enquanto Bluto prefere usar esplosivos e armas pesadas para completar todos os seus objetivos, Demon é hábil em todas as formas de combate. Ele é muito versátil no campo de batalha, pode manter o passo rápido com quase o dobro de seu peso em equipamento. Especialista em reconhecimento, capaz de detectar inimigos dentro de um raio de 50 pés. Também capaz de transportar o dobro da quantidade de munição. Suas habilidades incluem demolição, reparo, medicamentos, sistemas de segurança, espionagem, e reconhecimento.
- Tasmin "Fury" Leandri: Fury começou sua vida há 23 anos atrás na França. Quando tinha 12 já era uma pequena criminosa nas ruas de Marselha. Vidas começaram a se tornar insignificantes para ela, que com o tempo se tornou ligeiramente descontrolada. Ainda, contudo, ela é eficiente e tem uma ótima saúde física. Além de sua especialização em assassinato, força e resistência, ela é hábil em demolição, briga de mãos vazias, espionagem, reconhecimento, e em arremessar armas.
- Scott "Hex" Maxwell: Hex não é um típico geek. Apesar de ser hacker desde quando tinha dez anos, ele também é extremamente rápido. Com seu senso de estilo veste coletes de kevlar, concedendo-lhe bônus de proteção. O garoto de 22 anos é especializado em proteção e velocidade, o que serve como um bom complemento para suas habilidades em computação, sistemas de segurança, armas de alta tecnologia, reparo, e comunicações. Porém Hex é fisicamente fraco e não durará por muito tempo em combate.
- Amy "Kestrel" Leong: O apelido de Kestrel vem de uma pequena e rápida ave de rapina. Ela foi apelidada assim pelos membros da equipe SWAT de Hong Kong. Quando ela se juntou, era a única mulher a fazer parte da equipe, e por isso foi constantemente assediada. Entretanto, sua destreza com armas de longo alcance logo a fez ganhar respeito de seus colegas. Ela é especializada em sniping e também é capaz de transportar três metades a quantidade de munição que os outros podem levar, dando-lhe mais oportunidades para eliminar seus inimigos rapidamente. Ela é especializada em assassinato, espionagem, sistemas de segurança, e reconhecimento.
- Lorenzo "Viper" Menez: Aos seus 50 anos, Viper é, até agora, o membro mais velho da equipe. Ele apóia fanaticamente as metas da SION, talvez seja por causa das incontáveis batalhas que ele lutou por elas. Apesar de sua idade diminuir sua velocidade, ele ainda é temido na batalha. Sua especialização em reconhecimento por 100 pés lhe permite a habilidade de preparar-se para qualquer ameaça que ele possa encontrar. Apenas no caso de sua falha, ele usa uma armadura extra. Ele é habilidoso em arremessar armas, reconhecimento, medicamentos, reparo, demolição, esponagem, e briga de mãos vazias.